# Ново-Село-Ласинсько
45°32′ пн. ш. 15°49′ сх. д. / 45.53° пн. ш. 15.82° сх. д.
Ново-Село-Ласинсько (хорв. Novo Selo Lasinjsko) — населений пункт у Хорватії, у Карловацькій жупанії у складі громади Ласиня.

## Населення
Населення за даними перепису 2011 року становило 108 осіб.
Динаміка чисельності населення поселення: